# Джон Дъдли
Джон Дъдли, първи херцог на Нортъмбърланд (на английски: John Dudley, 1st Duke of Northumberland; 1504 – 22 август 1553) е генерал, адмирал и политик от епохата на Тюдорите, регент на непълнолетния крал Едуард VI, който на практика управлява Англия през втората половина от властването му. След ранната смърт на Едуард VI, Дъдли се опитва да постави на престола собствената си снаха лейди Джейн Грей, омъжена за сина му лорд Гилдфорд Дъдли, вместо сестрата на краля и законна наследница Мери. Това е осъществено за 9 дни – от 10 юли до 19 юли 1553 г., но не успява да се наложи постоянно, след което е осъден за държавна измяна и екзекутиран.

## Ранен живот и служба при Хенри VIII
Джон Дъдли е син на Едмънд Дъдли, министър на крал Хенри VII, и Елизабет Грей. Баща му е екзекутиран през 1510 г. През 1520 г. Дъдли се оженва за Джейн, дъщеря на Едуард Гилфорд (партньор на баща му). През 1523 г. участва като помощник на Гилфорд в кампанията във Франция през 1523 г. и спечелва рицарски сан за храброст при прекосяването на р. Сома. Скоро той започва да се проявява в турнирите в кралския двор, става протеже на кардинал Томас Уолси и един от хората, чиято задача е да забавлява краля. През 1527 и 1533 г. придружава Уолси във Франция.
Около времето на раждането на петия му син Робърт през 1532/1533 г. Джон Дъдли е назначен за началник на оръжейната в Лондонската кула. Там той си изгражда репутация на най-способния командир, служил на Тюдорите както по суша, така и по море. Това спомага за реабилитацията на името Дъдли. При коронацията на Ан Болейн през 1533 г. той е поканен да бъде виночерпец и води процесията при кръщаването на принцеса Елизабет.
Когато Едуард Гилфорд умира без мъжки потомци или писано завещание, имуществото на Гилфорд е оспорено от Дъдли (от името на съпругата му) и племенника на Гилфорд, Джон. Дъдли придобива имението в Халдън и други земи в Кент и Съсекс, въпреки твърдението на Джон Гилфорд, че чичо му е възнамерявал той да ги наследи. Пет години по-късно той продава имението и други имоти на Томас Кромуел, чието протеже става след падането на Уолси. При разтурянето на манастирите кралят дава на Дъдли няколко имения, включително обширни имоти на абатството Хейлсоуен, Шропшър.
През 1537 г. Дъдли е изпратен на мисия в Испания и започва връзката му с адмиралтейството, която наред с неговите военни мисии от 1542 г. ще го издигне през последните години на царуването на Хенри VIII. През януари 1542 г. той подновява членството си в Камарата на общините като един от рицарите за Стафордшър, а при смъртта на втория си баща е произведен във виконт лил (титла по линия на майка му) и доживотен лорд адмирал, с което влиза в Камарата на лордовете.
Упражнявайки новите си правомощия, Дъдли отблъсква французите от Ла Манша и щурмува Булон сюр Мер, за което става Рицар на жартиерата и на 23 април 1543 г. е приет като член на Тайния съвет. Като Лорд адмирал той ръководи военноморските операции през следващите две години и присъствието му в третата сесия на парламента съответно е намалено. През 1544 г. става губернатор на Булон. През същата година той придружава бъдещия си съперник Едуард Сиймур в завладяването и изгаряне на Единбург. През 1545 г. Дъдли ръководи операциите на флота в битката при Солънт, която осуетява френското нападение срещу Портсмът и о. Уайт. Той е част от делегацията в Париж, която сключва и ратифицира мира през 1546 г. При смъртта на краля през 1547 г. той е генерал-лейтенант на всички въоръжени сили на Негово величество.

## Издигане във властта при Едуард VI
Дъдли е сред шестнадесетте членове на регентския съвет, назначен от Хенри да управлява Англия по време на малолетието на Едуард. Чичото на новия крал, Едуард Сиймур, херцог на Съмърсет, е избран за лорд-протектор току преди коронацията. До края на 1549 г. повечето съветници, включително Томас Кранмър, Хенри Фиц Алън, Уилям Полет и Уилям Сесил, се обръщат срещу Съмърсет и обединяват зад Дъдли, мъжът с амбицията, волята и решимостта да изгони лорд протектора. Дъдли води дворцовия бунт срещу Сиймур през 1549 г., който довежда до затварянето на Сиймур и екзекуцията му през 1552 г.

## Де факто владетел на Англия
За разлика от Сиймур, когото е надхитрил, Дъдли не приема титлата лорд протектор и насърчава Едуард VI да обяви пълнолетието си. Въпреки това Дъдли на практика управлява страната като държи постовете на лорд президент на съвета и Велик стюард на домакинството на краля. През 1551 г. на Дъдли е дадена титлата херцог на Нортъмбърланд.
Дъдли придобива такова влияние над Едуард VI, че кралят е готов да се престори, че идеите на Дъдли са негови собствени. Дъдли придобива лоша репутация, ставайки известен като „тиранин“, наричан понякога „безмилостната мечка от Уоруик“.
През 1549 г. Дъдли постига голямата си политическа победа над норфъксите бунтовници, които въстават срещу системата за ограждане на общински земи. Той става популярен не само заради уменията и мъжеството си, но и за милостта, която проявява към затворниците. Когато малкия му отряд е обграден той изважда меча си, целува острието и говори за смърт преди безчестие. Когато конфликтът приключва той отговаря на призивите на своите офицери за отмъщение с думите „Няма ли място за помилване?“, „Какво да направим тогава? Сами ли да хванем плуга, да бъдем резбари, да обработваме земята със собствените си ръце?“
Дъдли прекратява войните с Франция и Шотландия, започнати от Сиймур, предава обсадения Булон на французите, с което спестява £200 000 за намиращата се в криза английска икономика и подписва отбранителен съюз с Франция с Булонския договор. Той също изтегля английските гарнизони от Шотландия.

## Наследяването на Едуард
Когато крал Едуард е на смъртното си легло подписва документ, забраняващ и на двете му сестри, Мери и Елизабет, другите деца на Хенри VIII, да го наследят в полза на лейди Джейн Грей. омъжила се за най-младия син на Дъдли, Гилдфорд, само шест седмици по-рано. До каква степен Дъдли е повлиял на документа не е сигурно, но той заверява указа на краля. Мотивацията да се изключи Мери от наследяването на трона е базирана на желанието да се предотврати католическо възстановяване.
Преди обявяването на смъртта на Едуард Мери е повикана от Съвета в Лондон, но тя (информирана и предупредена от графа на Арундел) отказва и иска да бъде призната за кралица. Дъдли е в своята провинциална резиденция, след като се оплакал от болест, и в негово отсъствие съветът се разколебава. Мери, след като събира доста подкрепа от благородниците и дребното дворянство на Ийст Англия, която скоро се разпространява и в други графства се отправя към Лондон без да срещне съпротива начело на огромна тълпа. Тази масова подкрепа за Мери се дължи на неприязън към Дъдли, народен гняв срещу предишния протестантски режим и неговото лошо отношение спрямо Мери и уважение за легитимните ѝ права над престола.

## Смърт
Дъдли е принуден да се предаде на Мери и е арестуван. През 1553 г. е съден и осъден на смърт за държавна измяна. В своите прощални слова той обявява пред слисаното множество, че се разкайва и се връща към лоното на католицизма и ги насърчава всички да сторят същото. Макар пет от синовете му да са затворени заедно с него, те са освободени след петнадесет месеца, с изключение на най-младия, Гилдфорд, който е екзекутиран.
Синът му Робърт Дъдли по-късно става фаворит на кралица Елизабет I.